# Mario Adorf
Mario Adorf (Zurigo, 8 settembre 1930) è un attore svizzero.
Ha lavorato assiduamente nel cinema italiano.

## Biografia
Mario Adorf nasce a Zurigo da Alice Adorf, un'infermiera tedesca e dal chirurgo calabrese Matteo Menniti, già sposato. Studia dalle suore borromee, poi dal 1950 frequenta l'Università di Magonza, dove pratica il pugilato ed entra a far parte di un gruppo teatrale. Nel 1953 ritorna a Zurigo per proseguire gli studi e qui inizia a collaborare con il Teatro Schauspielhaus di Zurigo, in veste di comparsa e aiuto regista. Nel 1954 abbandona l'università per studiare recitazione nell'Accademia Otto Falkenberg di Monaco. A partire dallo stesso anno inizia a recitare stabilmente presso il Kammerspiel di Monaco.

### Esordi
Dopo alcune parti minori, il ruolo che lo fa emergere è quello del killer psicopatico nel film di Robert Siodmak, Ordine segreto del III Reich, il cui successo fa sì che ad Adorf siano negli anni a venire affidati prevalentemente ruoli negativi. Nel 1961 Adorf, oltre a debuttare nel cinema francese con La spia del secolo di Yves Ciampi, esordisce in una produzione italiana nel film A cavallo della tigre di Luigi Comencini, dove interpreta il violento Tagliabue; nonostante l'insuccesso economico del film, il ruolo apre ad Adorf le porte di Cinecittà, in cui l'attore sarà una presenza estremamente ricorrente fino agli anni 2000.

### Successo internazionale
In pochi anni Adorf si afferma come attore di stampo internazionale dalla vasta gamma espressiva e dal ricco repertorio, capace di spaziare da ruoli di potenti mafiosi a quelli di membri dell'alta società e di uomini al servizio della legge. In questo eclettismo una parte importante avrà il cinema italiano, che offrirà all'attore svizzero alcuni dei suoi ruoli migliori.
Nel 1963 prende parte alla fortunata saga western di Old Shatterhand e Winnetou con il ruolo del cattivo, nel film La valle dei lunghi coltelli. Lo stesso anno c'è l'incontro tra Adorf e il regista Antonio Pietrangeli, che lo sfrutterà per due dei suoi film più noti, La visita (1963) e Io la conoscevo bene (1965). Il 1965 è per l'attore uno degli anni più produttivi, dove prenderà parte, tra gli altri, ai film, Le soldatesse di Valerio Zurlini; Sierra Charriba di Sam Peckinpah; Dieci piccoli indiani di George Pollock e alla coproduzione internazionale La guerra segreta.
L'anno dopo è il tontolone Sciascillo in Operazione San Gennaro di Dino Risi, mentre nel 1967 è il falso spettro di Questi fantasmi di Renato Castellani. Nel biennio successivo interpreta due spaghetti western di un certo rilievo, ...e per tetto un cielo di stelle e Gli specialisti. Nel 1969 è anche nel cast del film La tenda rossa, dove recita al fianco di Sean Connery e Claudia Cardinale. Nel 1970 è chiamato da Dario Argento a recitare nel celebre thriller L'uccello dalle piume di cristallo.

### Tra poliziesco e cinema d'autore
A partire dal 1972 Adorf diventa una icona del poliziesco italiano, detto anche poliziottesco. In quell'anno, oltre a comparire nel Pinocchio televisivo di Comencini e nel fortunato Quando le donne persero la coda di Pasquale Festa Campanile, prende parte a La polizia ringrazia, storicamente considerato capostipite del filone poliziottesco, e ai due capolavori noir di Fernando Di Leo, Milano calibro 9 e La mala ordina, dove, con il ruolo di Luca Canali, Adorf ha la rara occasione di essere protagonista assoluto di una pellicola (doppiato da Stefano Satta Flores).
Negli anni a seguire non mancano nuove incursioni nel poliziottesco (La polizia chiede aiuto, Processo per direttissima) ma Adorf ottiene le maggiori soddisfazioni in un cinema d'autore di respiro internazionale, in film come L'arciere di fuoco di Giorgio Ferroni, Il viaggio a Vienna di Edgar Reitz (per cui l'attore vince un Ernst Lubitsch Award), Il delitto Matteotti di Florestano Vancini (dove interpreta Benito Mussolini), Il caso Katharina Blum di Volker Schlöndorff e Margarethe von Trotta, Cuore di cane di Alberto Lattuada, Io ho paura di Damiano Damiani, Il tamburo di latta di Volker Schlöndorff, Fedora di Billy Wilder.

### Dagli anni ottanta ad oggi
Nei primi anni ottanta Adorf ha una grande occasione lavorativa, essendo chiamato a far parte del cast del film Fitzcarraldo, diretto da Werner Herzog; tuttavia, seppur giunto al 40% di girato, Herzog è costretto a interrompere le riprese in seguito all'indisponibilità del protagonista del film Jason Robards, ammalatosi, e a ricominciare da capo eliminando il girato una volta sostituito Robards con Klaus Kinski. In precedenza Adorf aveva già rifiutato dei film importanti, come Uno, due, tre! di Billy Wilder, Il Padrino di Francis Ford Coppola e Il mucchio selvaggio di Sam Peckinpah, per cui rifiutò il ruolo del generale Mapache ritenendolo troppo violento.
Non mancano comunque altre occasioni importanti per l'attore svizzero, che viene diretto da Aldo Lado (La disubbidienza), Rainer Werner Fassbinder (Lola), Peter Del Monte (Invito al viaggio), Danièle Huillet e Jean-Marie Straub (Rapporti di classe), Carlo Mazzacurati (Notte italiana), Gianni Amelio (I ragazzi di via Panisperna), Liliana Cavani (Francesco), Giuliano Biagetti (Vado a riprendermi il gatto), Claude Chabrol (Giorni felici a Clichy). Dagli anni ottanta ad oggi tuttavia l'attività di Adorf si è concentrata progressivamente sulla televisione, comparendo in sceneggiati italiani di grande successo, come La piovra 4, Marco Polo, Fantaghirò, Il ritorno del piccolo Lord e in numerosissime produzioni tedesche, spesso inedite in Italia. In questi anni ha anche ripreso l'attività teatrale.
Nel corso degli anni Adorf si è anche cimentato come cantante, conduttore televisivo e scrittore. È stato inoltre doppiatore di cartoni animati, doppiando ad esempio il drago nella versione tedesca del film Dragonheart. Nel novembre 2006 la trasmissione Unsere Besten lo ha proclamato secondo attore tedesco di tutti i tempi alle spalle di Heinz Rühmann. Nel 2007 ha fatto parte della giuria del Festival di Berlino sotto la presidenza del regista Paul Schrader.
Nel 2016 gli è stato assegnato il Pardo d'onore alla carriera, al Festival di Locarno.

## Vita privata
La sua prima moglie, Lis Verhoeven, era un'attrice. Da questa relazione è nata la figlia Stella Adorf, anch'ella attrice. Adorf si è risposato nel 1985 con l'ex-modella Monique Faye, con cui conviveva dalla fine degli anni sessanta. Vive a Mayen, città che nel 2001 gli ha conferito la cittadinanza onoraria. Qui Adorf ha passato gran parte della sua infanzia e qui tiene ogni anno il Burgfestspiele Festival. Dal 30 agosto 2004 è membro onorario dell'Alemannia Aquisgrana. Il 19 novembre 2010 ha ricevuto una laurea honoris causa presso l'Università di Magonza. Adorf è la seconda figura di spicco a ricevere questo onore, insieme a Valéry Giscard d'Estaing. Parla, oltre al tedesco, l'italiano, in maniera fluente.

## Filmografia parziale

### Cinema
- 08/15, regia di Paul May (1954)

Mario Adorf (a sinistra) e Nino Manfredi (al centro) in A cavallo della tigre (1961) di Luigi Comencini

- La strana guerra del sottoufficiale Asch, regia di Paul May (1955) – non accreditato
- Kirschen in Nachbars Garten, regia di Erich Engels (1956)
- La ragazza della salina, regia di František Čáp (1957)
- Vater, unser bestes Stuck, regia di Gunther Luders (1957)
- Ordine segreto del III Reich (Nachts, wenn der Teufel kam), regia di Robert Siodmak (1957)
- Il prigioniero di Stalingrado, regia di Géza von Radványi (1958)
- La ragazza Rosemarie (Das Mädchen Rosemarie), regia di Rolf Thiele (1958)
- S.O.S. York! (Das Totenschiff), regia di Georg Tressler (1958)
- Il diavolo che uccide così?, regia di Gerd Oswald (1959)
- Boomerang - Anche i giovani uccidono, regia di Alfred Weidenmann (1960)
- Nella morsa della S.S., regia di Robert Siodmak (1960)
- Scacco alla follia, regia di Gerd Oswald (1960)
- La spia del secolo, regia di Yves Ciampi (1960)
- Febbre di rivolta, regia di Robert Hossein (1961)
- A cavallo della tigre, regia di Luigi Comencini (1961)
- Lulù, l'amore primitivo, regia di Rolf Thiele (1962)
- La leggenda di Fra Diavolo, regia di Leopoldo Savona (1962)
- Strasse der Verheissung, regia di Imo Moszkowicz (1962)
- Avamposto Sahara, regia di Seth Holt (1962)
- Die endlose Nacht, regia di Will Tremper (1963)
- Orizzontale di lusso, regia di Rolf Thiele (1963)
- La valle dei lunghi coltelli, regia di Harald Reinl (1963)
- La visita, regia di Antonio Pietrangeli (1963)
- Vorsicht Mister Dodd, regia di Gunter Grawert (1964)
- La lunga strada della vendetta, regia di Rolf Olsen (1964)
- Amburgo squadra omicidi, regia di Jurgen Roland (1964)
- Alla conquista dell'Arkansas, regia di Paul Martin (1964)
- Sierra Charriba (Major Dundee), regia di Sam Peckinpah (1965)
- La guerra segreta, regia di Terence Young, Christian-Jaque e Carlo Lizzani (1965)
- Dieci piccoli indiani (Ten Little Indians), regia di George Pollock (1965)
- Jessy non perdona... uccide, regia di Jaime Jesús Balcázar (1965)
- Le soldatesse, regia di Valerio Zurlini (1965)
- Io la conoscevo bene, regia di Antonio Pietrangeli (1965)
- Colpo grosso a Galata Bridge, regia di Antonio Isasi-Isasmendi (1965)
- Operazione San Gennaro, regia di Dino Risi (1966)
- Questi fantasmi, regia di Renato Castellani (1967)
- Una rosa per tutti, regia di Franco Rossi (1967)
- Le dolci signore, regia di Luigi Zampa (1967)
- ...e per tetto un cielo di stelle, regia di Giulio Petroni (1968)
- Gli specialisti, regia di Sergio Corbucci (1969)
- La tenda rossa, regia di Mikhail Kalatozishvili (1969)
- Il caso "Venere privata", regia di Yves Boisset (1970)
- L'uccello dalle piume di cristallo, regia di Dario Argento (1970)
- Duello a tre (Deadlock), regia di Roland Klick (1970)
- L'arciere di fuoco, regia di Giorgio Ferroni (1971)
- Un'anguilla da 300 milioni, regia di Salvatore Samperi (1971)
- La corta notte delle bambole di vetro, regia di Aldo Lado (1971)
- Quando le donne persero la coda, regia di Pasquale Festa Campanile (1972)
- Milano calibro 9, regia di Fernando Di Leo (1972)
- Un ospite gradito... per mia moglie, regia di Jerzy Skolimowski (1972)
- La polizia ringrazia, regia di Steno (1972)
- La mala ordina, regia di Fernando Di Leo (1972)
- La violenza: quinto potere, regia di Florestano Vancini (1972)
- Il clan del quartiere latino (Sans sommation), regia di Bruno Gantillon (1973)
- Il delitto Matteotti, regia di Florestano Vancini (1973)
- Il viaggio a Vienna, regia di Edgar Reitz (1973)
- Brigitte, Laura, Ursula, Monica, Raquel, Litz, Maria, Florinda, Barbara, Claudia e Sofia, le chiamo tutte "anima mia", regia di Mauro Ivaldi (1974)
- La polizia chiede aiuto, regia di Massimo Dallamano (1974)
- Processo per direttissima, regia di Lucio De Caro (1974)
- La smagliatura, regia di Peter Fleischmann (1975)
- Il caso Katharina Blum (Die verlorene Ehre der Katharina Blum), regia di Volker Schlöndorff e Margarethe von Trotta (1975)
- Giochi perversi di una signora bene (MitGift), regia di Michael Verhoeven (1976)
- Cuore di cane, regia di Alberto Lattuada (1976)
- Bomber & Paganini, regia di Nikos Perakis (1976)
- Io ho paura, regia di Damiano Damiani (1977)
- Germania in autunno (Deutschland im Herbst), di registi vari (1978)
- Fedora, regia di Billy Wilder (1978)
- Il tamburo di latta (Die Blechtrommel), regia di Volker Schlöndorff (1979)
- La disubbidienza, regia di Aldo Lado (1981)
- Lola, regia di Rainer Werner Fassbinder (1981)
- Invito al viaggio, regia di Peter Del Monte (1982)
- State buoni se potete, regia di Luigi Magni (1983)
- Rapporti di classe, regia di Danièle Huillet e Jean-Marie Straub (1984)
- Il ritorno delle aquile (The Holcroft Covenant), regia di John Frankenheimer (1985)
- La ragazza dei lillà, regia di Flavio Mogherini (1986)
- Momo, regia di Johannes Schaaf (1986)
- Notte italiana, regia di Carlo Mazzacurati (1987)
- I ragazzi di via Panisperna, regia di Gianni Amelio (1988)
- Vado a riprendermi il gatto, regia di Giuliano Biagetti (1989)
- Francesco, regia di Liliana Cavani (1989)
- Gioco di società, regia di Nanni Loy (1989)
- Se ti piace... vai..., regia di Guy Hamilton (1989)
- Mio caro dottor Gräsler, regia di Roberto Faenza (1990)
- Presunto violento, regia di Georges Lautner (1990)
- Giorni felici a Clichy (Jours tranquilles à Clichy), regia di Claude Chabrol (1990)
- Money - Intrigo in nove mosse (Money), regia di Steven Hilliard Stern (1991)
- Pizza Colonia, regia di Klaus Emmerich (1991)
- Abissinia, regia di Francesco Ranieri Martinotti (1993)
- Il senso di Smilla per la neve (Smilla's Sense of Snow), regia di Bille August (1997)
- Rossini, regia di Helmut Dietl (1997)
- La XV epistola, regia di José María Sánchez (1997)
- Moose - Un alce in Famiglia, regia di Ben Verbong (2005)
- La ribelle Zora (Die rote Zora), regia di Peter Kahane (2008)
- Schubert in Love, regia di Lars Büchel (2016)

### Televisione
- Le avventure di Pinocchio, regia di Luigi Comencini – miniserie TV (1972)
- Un anno di scuola, regia di Franco Giraldi – miniserie TV (1977)
- Gli occhi del drago, regia di Piero Schivazappa – miniserie TV (1977)
- The Little World of Don Camillo – serie TV (1981)
- Marco Polo, regia di Giuliano Montaldo – miniserie TV (1982)
- Tutti gli uomini di Smiley, regia di Simon Langton – miniserie TV (1982)
- Naumachos – serie TV (1984)
- Olga e i suoi figli, regia di Salvatore Nocita – miniserie TV (1985)
- Mino - Il piccolo alpino, regia di Gianfranco Albano – miniserie TV (1986)
- Oceano, regia di Ruggero Deodato – miniserie TV (1989)
- La piovra 4, regia di Luigi Perelli – miniserie TV (1989)
- Fantaghirò, regia di Lamberto Bava – miniserie TV (1991)
- Die Kaltenbach-Papiere, regia di Rainer Erler – film TV (1991)
- Un uomo di rispetto, regia di Damiano Damiani – miniserie TV (1992)
- Fantaghirò 2, regia di Lamberto Bava – miniserie TV (1992)
- Ama il tuo nemico, regia di Damiano Damiani – miniserie TV (1999)
- Caraibi, regia di Lamberto Bava – miniserie TV (1999)
- Il ritorno del Piccolo Lord, regia di Giorgio Capitani – film TV (2000)
- Vola Sciusciù, regia di Joseph Sargent – film TV (2001)
- I ragazzi della via Pál, regia di Maurizio Zaccaro – miniserie TV (2003)
- Pinocchio, regia di Anna Justice – miniserie TV (2013)

## Doppiatori italiani
- Pino Locchi in La leggenda di Fra Diavolo, Le soldatesse, La tenda rossa, La polizia ringrazia, Processo per direttissima, Io ho paura
- Renato Mori in Il tamburo di latta, Lola, Il ritorno delle aquile, Olga e i suoi figli
- Bruno Alessandro in La ragazza dei lillà, Giorni felici a Clichy, Il senso di Smilla per la neve, Amori e bugie
- Ferruccio Amendola in La ragazza della salina, La ragazza Rosemarie, Il clan del quartiere latino
- Gianni Musy in La corta notte delle bambole di vetro, Fantaghirò, Fantaghirò 2
- Carlo Croccolo in Operazione San Gennaro, State buoni se potete
- Aldo Giuffré in ...e per tetto un cielo di stelle, Gli specialisti
- Stefano Satta Flores in Milano calibro 9, La mala ordina
- Giampiero Albertini in La polizia chiede aiuto, Giochi perversi di una signora bene
- Omero Antonutti in La disubbidienza, I ragazzi della via Pál
- Michele Gammino in Momo, Francesco
- Sergio Fiorentini in Mino - Il piccolo alpino, Ama il tuo nemico
- Mario Feliciani in A cavallo della tigre
- Luciano De Ambrosis in Sierra Charriba
- Alessandro Sperlì in La guerra segreta
- Adriano Micantoni in L'uccello dalle piume di cristallo
- Glauco Onorato in L'arciere di fuoco
- Ivo Garrani in Il delitto Matteotti
- Silvio Spaccesi in Cuore di cane
- Vittorio Di Prima in La piovra 4
- Giuseppe Rinaldi in Vado a riprendermi il gatto
- Marcello Tusco in Oceano